# Lucien Lecointe
Pour les articles homonymes, voir Lecointe.
Lucien Lecointe est un homme politique français né le 14 avril 1867 à Amiens (Somme) et décédé le 22 juin 1940 à Mirebeau (Vienne).

## Biographie
Fils d'Eugène Lucien Lecointe, ouvrier teinturier, et de Pauline Joséphine Dague, recercisseuse de velours, Lucien Lecointe fut ouvrier compositeur-typographe au quotidien, Le Progrès de la Somme. Adhérent de la section syndicale de la Fédération du Livre, il en fut président pendant dix ans. Il s'imposa parmi les socialistes par son tempérament généreux et son dévouement à la cause des déshérités. Il publia des articles dans la presse locale : Le Cri du Peuple, La Picardie républicaine…

### Un élu local et national
Lucien Lecointe exerça plusieurs mandats aux plans local et national pendant quarante ans.
- 1900, conseiller municipal d'Amiens
- 1904, conseiller général
- 1907, il devint administrateur des hospices d'Amiens
- Membre de la SFIO, il fut élu député de la Somme en 1909, à l'occasion d'une élection législative partielle, et conserva ce siège jusqu'en 1919 (réélu au premier tour en 1910, au second en 1914).
- À la Chambre des députés, il vota en faveur du droit syndical des fonctionnaires, pour la suppression des Conseils de guerre, défendit l'établissement des retraites ouvrières et paysannes sans versement ouvrier et pour le scrutin de liste avec représentation proportionnelle pour l'élection des députés.
- 1919, resté fidèle à l'Union sacrée, il vota avec deux autres députés S.F.I.O. en faveur du traité de Versailles. Il fut, de ce fait, exclu de son parti, le 7 octobre. Il participa à la fondation du Parti socialiste français avec d'autres exclus issus de l'aile droite de la SFIO.
- Aux élections législatives de 1919, il était second de la liste de "Concentration républicaine" conduite par le radical Louis-Lucien Klotz mais ne fut pas élu, victime de la vague "bleu horizon".
- 1924, il retrouva le Palais Bourbon en étant élu sur la liste d'"action républicaine" et devint membre du groupe républicain-socialiste et socialiste français
- 1925, il devint maire d'Amiens et le resta sans interruption jusqu'en 1940. Il acquit à ce poste, par son énergie et son action sociale, une grande popularité. On le disait grand amateur d'un plat local, les andouillettes amiénoises.
- 1928, il fut battu au second tour des élections législatives par le candidat de droite Georges Antoine.
- 1932, il retrouva le Parlement et siégea dans le groupe Parti socialiste français & Parti républicain-socialiste qui deviendra le groupe Union socialiste républicaine en 1935.
- 1936, affrontant, au second tour des législatives, Jean Catelas, membre du Parti communiste français, candidat unique de la coalition de Front populaire, Lucien Lecointe fut battu.

Il mourut le 22 juin 1940 dans la Vienne pendant l'exode.

## Pour approfondir